# Cantón de Jussey
El cantón de Jussey es una división administrativa francesa, situada en el departamento de Alto Saona y la región Franco Condado.

## Geografía
Este cantón está organizado alrededor de Jussey en el distrito de Vesoul. Su altitud varía de 211 m (Cendrecourt) a 452 m (Passavant-la-Rochère) con una altitud media de 246 m.

## Composición
El cantón de Jussey agrupa 22 comunas:
- Aisey-et-Richecourt
- Barges
- La Basse-Vaivre
- Betaucourt
- Blondefontaine
- Bourbévelle
- Bousseraucourt
- Cemboing
- Cendrecourt
- Corre
- Demangevelle
- Jonvelle
- Jussey
- Magny-lès-Jussey
- Montcourt
- Ormoy
- Passavant-la-Rochère
- Raincourt
- Ranzevelle
- Tartécourt
- Villars-le-Pautel
- Vougécourt

## Demografía
| 7239 | 7885 | 7477 | 6993 | 6237 | 6012 |
| Para los censos de 1962 a 1999 la población legal corresponde a la población sin duplicidades (Fuente: INSEE [Consultar]) |      |      |      |      |      |